# 代餐

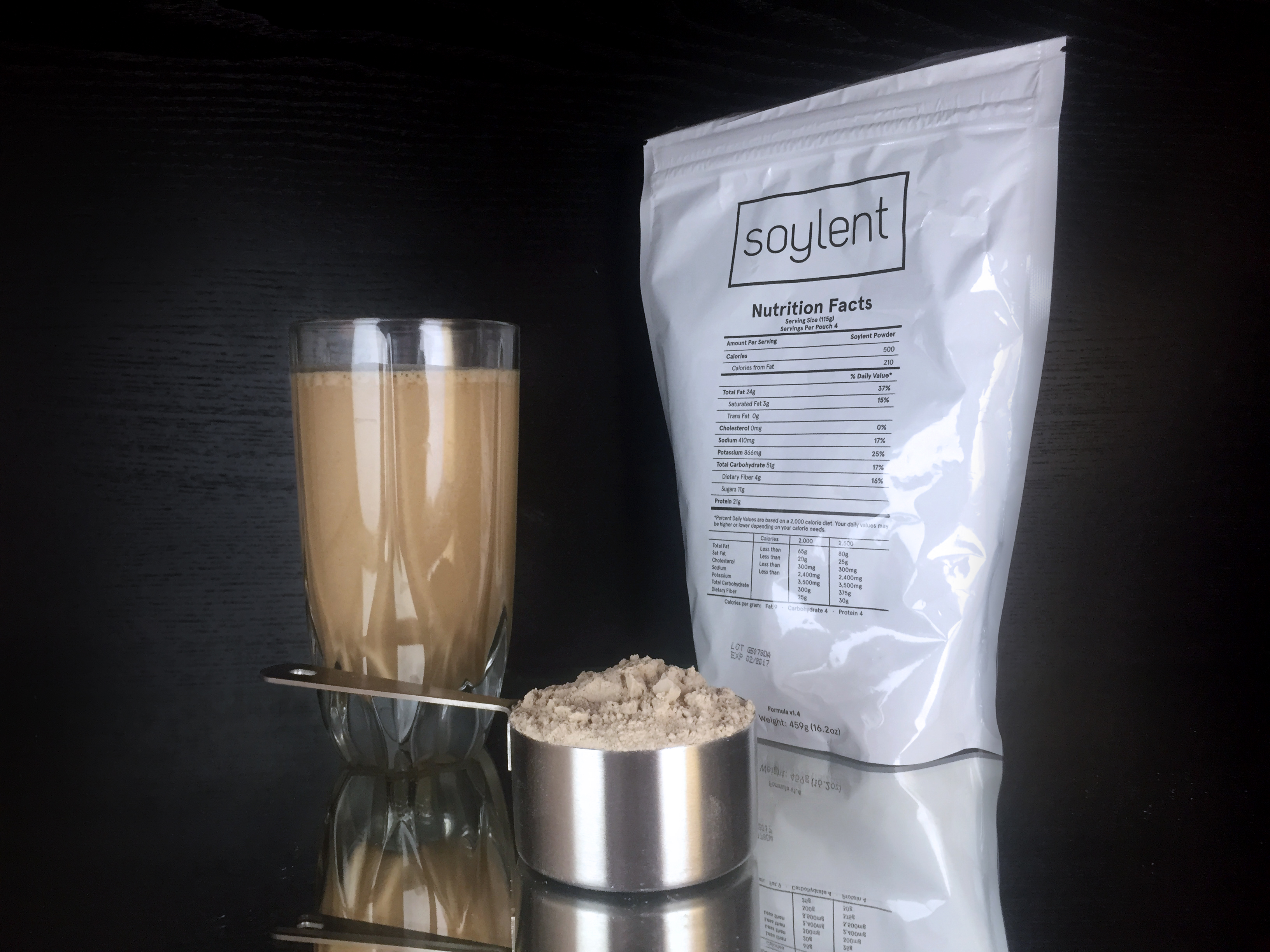
代餐通常以液体形式出现，但也有粉状饮料形式的代餐，例如Soylent 。

代餐是指人們在一日飲食中，以其他固體或液體的加工食品取代正餐，通常與一般正餐一樣含有熱量、碳水化合物、脂肪、維生素、礦物質等。 
代餐常被人們認為是健康的、富有營養的加工食品，而在加工製造的過程中，必然會損失一些營養元素，如維生素、礦物質等，它們不可能完全代替新鮮的蔬果、豆魚肉蛋奶等天然食物。另外，加工過程中會添加過多食品添加物，對人體可能造成負擔。